# Anthophora chinensis
Anthophora chinensis là một loài Hymenoptera trong họ Apidae. Loài này được Friese mô tả khoa học năm 1919.